# 治美姫ぢゃ
- 治美姫じゃ

治美姫ぢゃ（はるみひめぢゃ）は、山口放送で1977年6月26日から1981年7月5日まで放送されていたラジオ番組。

## 概要
初期は音楽番組であったが、吉田の山口弁でのトークが好評でリスナーのハガキを紹介する番組になった。
吉田がディレクター・ミキサーを兼任した。
本番組終了後5か月のブランクを置いて、1981年12月6日から本番組と同じ毎週日曜日15時 - 16時の枠で同じ吉田のパーソナリティによる『治美のワッショイ!!にちようび』がスタートしている。

## 放送時間
| 期間                     | 放送時間             |
| ------------------------ | -------------------- |
| 1977年6月26日〜1978年9月 | 日曜日 14:00 - 15:00 |
| 1978年10月〜1981年7月5日 | 日曜日 15:00 - 16:00 |

## 出演者
- パーソナリティ
  - 吉田治美
- アシスタント
  - しじみちゃん（一般公募の高校生二名）[1]

## コーナー
ヤングの生態コーナー
- 主に若者の心理や生態を表現した内容の投稿、ドジ話、笑い話などを紹介[1]。

ローカルニュースコーナー
- 当時のTBSラジオの深夜番組『林美雄のパックインミュージック』のコーナー「苦労多かろローカルニュース」と、当時山口放送でも放送されていた中国放送のラジオ番組『サテライトNo.1』のコーナー「コント小咄」をプラスした内容と言われたコーナー[1]。

いちゃもんのコーナー
- テレビを観ていて感じた素朴な疑問やいちゃもんを募集[1]。

うちのお父ちゃん お母ちゃん おじいちゃん おばあちゃんのコーナー
- リスナーの家族についての様々なエピソードを紹介[1]。

治美姫もうたいますのコーナー
- リスナーから替え歌とものまねのリクエストを募集し、元歌の歌手の歌まねを披露していた。歌まねしていた歌手は、天地真理、あべ静江、園まり、桜田淳子、山口百恵など[1][2]。

二十歳をすぎた人のコーナー
僕の先生のコーナー